# Естественное право
Есте́ственное пра́во (лат. ius naturale) — доктрина в философии права и юриспруденции, признающая наличие у человека ряда неотъемлемых прав, которые принадлежат ему исходя из самого факта его принадлежности к человеческому роду.
Естественное право противопоставляется доктрине правового позитивизма: если последняя утверждает, что право может быть даровано лишь по воле государства, воплощённой в законе, и что никакого права вне закона быть не может, то концепция естественного права разводит понятия «право» и «закон». Согласно ей, у каждого индивида есть некоторые высшие, постоянно действующие права, олицетворяющие разум, справедливость, объективный порядок ценностей или даже мудрость самого Бога. Все они не зависят от норм и принципов, установленных государством, и действуют напрямую. Для законодателя естественное право должно быть ориентиром, к которому необходимо стремиться. Отсюда же выводится право народа на восстание в случае, если естественные права в данном государстве попираются.
Единого общепризнанного перечня естественных прав не существует: он может меняться в зависимости от времени, места, а также мнения того или иного автора ― и это часто называют одним из слабых мест данной теории. Издавна под естественным правом в общем и целом понималось право на защиту от насилия со стороны других людей и государства и право на свободное распоряжение своей личностью. В современный период к естественным правам обычно относят также и многие социально-экономические и политические права, в частности, право народа устанавливать конституцию, активно участвовать в политической жизни, объединяться в политические партии, право на труд, на достойную заработную плату, равенство граждан перед судом и законом.
Концепция естественного права зародилась ещё в Античности и с тех пор претерпела весьма значительную эволюцию. С ней связаны такие имена, как Платон, Аристотель, Гуго Гроций, Томас Гоббс, Бенедикт Спиноза, Джон Локк, Шарль де Монтескьё, Жан-Жак Руссо и ряд других авторов.
Идеи естественного права получили большое распространение в Западной Европе и США в период революций XVII―XVIII вв. Возрождение естественно-правовых идей произошло после окончания Второй мировой войны и стало реакцией на юридический позитивизм, бывший главенствовавшей правовой идеологией в фашистских и нацистских режимах. Считается, что естественно-правовые взгляды на сущность права активизируются в обществе при переходе от полицейского государства к государству правовому.

## История

### Древняя ГрецияиДревний Рим
Античная философия ещё в досократический период знала противоположение естественного права и положительного. Софисты, в противоположность древнегреческому воззрению на верховное значение законов, утверждали, что все законы, как и сама справедливость, обязаны своим происхождением человеческому установлению: следуя своим случайным взглядам, люди беспрестанно изменяют свои законы, которые носят поэтому печать условности и относительности. Из этого воззрения само собой вытекало известное, хотя и чисто отрицательное, представление о естественном праве, а вместе с тем и критическое отношение к положительному праву. Некоторые софисты, в связи со свойственным им индивидуализмом, высказывали мнение, что законы должны служить к охране личной свободы, которая только и может считаться сообразной с природой. Здесь намечалось уже известное представление о естественном праве.
Ещё яснее это представление выразилось у Сократа, который говорил, что существуют известные неписаные божественные законы, с которыми человеческие законы должны сообразоваться. Для понимания этих законов нужно знание, которое и должно лежать в основе государственного управления. Платон развил эту мысль в своём «Государстве», начертав естественное, сообразное с божественной справедливостью государственное устройство. Действительные формы, встречающиеся обыкновенно в жизни, он считает отклонениями от истинного идеала. Это противопоставление идеальной формы развращённым, встречающееся затем и у Аристотеля, является своеобразным выражением того же контраста между идеалом и действительностью, которое лежит в основе различения естественного права и положительного. У Аристотеля встречаются термины τὸ δίκαιον φύσει и τὸ δίκαιον νόμῳ, хотя, употребляя эти термины, он имеет в виду не идеальные нормы, а те «естественные» определения, которые существуют у различных народов, как бы в силу необходимости и независимо от человеческого мнения.
Согласно Эпикуру, естественное право — это договор о пользе, цель которого — не причинять и не терпеть вреда.
Подобное представление о естественном праве воспроизводится затем у стоиков, от которых оно переходит к римским юристам. Естественное право римских юристов представляет собой также ту часть действующего права, которая, будучи обусловлена самой природой, отличается необходимостью и всеобщностью распространения. Таковы, например, нормы, определяющие различие людей в зависимости от возраста, разделение вещей на различные юридические категории в связи с различием их естественных свойств и т. п.

### Средние века
Средневековый взгляд воспроизводит эту точку зрения, подкрепляя лишь силу естественного закона авторитетом Священного Писания. Так, например, в декрете Грациана естественное право определяется так: "естественное право есть то, что содержится в законе (Моисея) и Евангелии" (лат. jus naturale est quod in lege (Mosaisa sc.) et evangelіо continetur). В другом месте декрета находим следующее определение: "Естественный закон является общим для всех наций, поскольку он повсюду поддерживается инстинктом природы, а не какой-либо конституцией" (лат. jus naturale est commune omnium nationum, eo quod ubique instinctu naturae, non constitutione aliqua habetur). У Фомы Аквинского также можно видеть отражение римских воззрений; в подробностях его учения сказывается, кроме того, влияние Аристотеля. Наконец, ко всему этому присоединяются специально средневековые богословские элементы.
Основу естественного права Фома Аквинский видит в законе Божественном, который получает у него значение универсального закона вселенной — "Вечный закон — это управляющая система всей вселенной, существующая в божественном разуме" (лат. lex aeterna est ratio gubernativa totius universi in mente divina existens). Фома Аквинский создаёт при этом довольно сложное разделение, различая закон Божественный и вечный, естественный и человеческий. Особенность его воззрения, сравнительно с римским и Аристотелевским, состоит в том, что у него подчёркивается идеальное значение естественного права, как нормы, определяющей достоинство существующих установлений. Человеческий закон имеет силу лишь постольку, поскольку он согласен с естественным. Законы несправедливые необязательны для подданных, хотя их не запрещается исполнять; но если эти законы несогласны с Божественными установлениями, то они ни в каком случае не должны быть исполняемы, так как Богу следует повиноваться более, чем человеку. Это утверждение чрезвычайно характерно для средневековой доктрины естественного права. Вопрос об отношении положительного права к естественному имел не только теоретическое, но и практическое значение (см. Папство). В борьбе со светской властью сторонникам теократии постоянно приходилось ставить вопрос о том, в какой мере следует повиноваться государственным предписаниям и законам. Ответ на это сам собой вытекал из взгляда средневековой теократии на положение светских правителей. Князья правят в силу полномочий, полученных ими от церкви. Над ними стоит высший Божественный закон, с которым они должны сообразоваться. Если они становятся в противоречие с этим законом, их воля перестаёт быть обязательной. Теократическая доктрина охотно призывала при этом на охрану Божественного закона самих подданных, которых она учила сопротивляться властям, нарушающим Божественные предписания.
Теократические начала сочетались здесь с демократическими.
Подробное развитие этих взглядов мы встречаем ещё до Фомы Аквинского, у писателя XI в., Иоанна Солсберийского. Вообще, в Средние века мы можем проследить в зародыше все основные черты позднейшей доктрины естественного права. Если многие из этих черт встречаются и в древности, то лишь в Средние века они получают более отчётливое выражение, под влиянием того практического значения, которое получила в это время идея естественного права. Таковы в особенности знаменательные теории первобытного договора и народного суверенитета. Возникнув помимо естественно-правовой доктрины и не составляя её необходимого предположения, — так как утверждение высшего критерия, стоящего над положительным законом, возможно и независимо от этих теорий, — они вскоре соединились в одно стройное целое с естественно-правовой идеей, вследствие того внутреннего сродства, которое их сближало. Обе они как нельзя более соответствовали основному стремлению естественного права — поставить над властью некоторые высшие инстанции, с которыми она должна сообразоваться. Первобытный договор играл при этом роль юридического основания для притязаний подданных по отношению к верховной власти; он предопределял её деятельность, ставил для неё известные границы. Утверждение неотчуждаемого народного суверенитета было логическим дополнением идеи первобытного договора и дальнейшим формулированием юридической зависимости правительства от общества; при помощи этой идеи для народа устанавливалось постоянное право контроля и верховенства над правящей властью. Первобытный договор считался тем моментом, в силу которого люди от естественного состояния переходят к государственному; но, возникнув по определению воли народной, государство должно навсегда остаться подчинённым этой воле.

### Новое время
Средневековая теория уже успела обратить все эти идеи в подтверждённые аксиомы, когда Гуго Гроций связал их литературную судьбу со славой своего знаменитого трактата «О праве войны и мира» и обеспечил им широкое распространение в новой философии права. Гроций не был «отцом естественного права», как его иногда называют. Его значение состоит в том, что он положил начало обособлению естественного права от богословия и ввёл в эту область рационалистический метод. Однако, и в этом отношении он имел предшественников в протестантских писателях Ольдендорпе, Гемминге и Винклере, у которых можно открыть первые, хотя и робкие, попытки к освобождению от схоластических пут. Более важной, хотя и менее резко выраженной, особенностью Гроция является то, что он, в отличие от прежних теоретиков естественного права, начинает преимущественно употреблять выражение «лат. jus naturae» вместо «лат. lex naturae». По определению Винклера, характерному для этой эпохи, к которой он принадлежал, закон отличается от права, как причина от следствия:
лат. dicemus legem a jure differre, ut constituens a constitute, causam ab effectu
 Напротив, со времени Гроция на первое место становится право — прирождённое право личности, которое должно составлять цель всякого законодательства. Сам Гроций не употребляет выражения «jura connata», но понятие у него намечается: основой общежития он считает уважение к тому, что принадлежит отдельным лицам (societas eo tendit, ui suum cuique salvum sit communi ope et conspiratione). С этих пор естественно-правовая доктрина запечатлевается тем индивидуализмом, который составляет её отличительную черту в новое время и который многие принимали за саму её сущность. В качестве идеала, создаваемого ввиду несовершенств существующего порядка, естественное право могло служить для самых различных стремлений.
Пример Гоббса показывает, что естественно-правовым методом можно было пользоваться и для оправдания абсолютизма. Несомненно, однако, что ни на какой иной почве, кроме индивидуализма, естественно-правовая доктрина не могла получить такого широкого развития. Поскольку она являлась результатом практических стремлений, она всегда заключала в себе, вместе с протестом против положительного права, и протест против власти, от которой последнее исходит. В качестве границы для этой власти можно было указывать на высший нравственный закон, на волю Божию, как это часто делали в Средние века; но ещё чаще, в качестве противовеса власти, выставлялись притязания отдельных лиц. Эта индивидуалистическая тенденция позднейшего естественного права в особенности была подчёркнута присоединением к нему теорий первобытного договора и народного суверенитета, который обе имели ясно выраженный индивидуалистический характер. Первобытный договор был ни чем иным, как соглашением личности с государством; народный суверенитет представлял собой объединение личных воль в одно целое, противополагавшееся государственной власти. Не случайным является то обстоятельство, что индивидуалистические стремления естественного права развились с особенной силой в новое время, когда государственное начало получило преобладающее значение и в борьбе с разрозненностью общественных сил нередко склонялось к отрицанию их самостоятельности.
Протестантское движение, со свойственным ему стремлением к утверждению свободы совести и мысли, дало новый толчок к развитию естественного права в индивидуалистическом направлении. На этой именно почве впервые формулируется практическое требование неотчуждаемых прав личности. Каждый раз, когда государство угрожало личной свободе, естественно-правовая доктрина выступала с напоминанием об этих неотчуждаемых правах, о договоре, заключённом личностью с государством, о народном суверенитете, которому должно принадлежать решающее значение. Рассматриваемое с этой точки зрения, естественное право является отзвуком той роли, которая принадлежала личному началу в первоначальных политических соединениях, и выражением того самостоятельного значения личности, которое должно оставаться её неприкосновенным достоянием при всяких формах политического устройства. В этом виде естественное право является более, чем требованием лучшего законодательства: оно представляет, вместе с тем, протест личности против государственного абсолютизма. Та форма, которую придал естественно-правовой доктрине Гуго Гроций, воспроизводится затем в немецких учениях XVII и XVIII веков. Главнейшими представителями этого направления в Германии являются Самуэль Пуфендорф и Томазий, Лейбниц и Вольф.
Одновременно с этим естественное право развивается и в Англии. Мильтон, Сидней и Локк являются наиболее талантливыми и видными его теоретиками на английской почве (Гоббс, как замечено выше, соединяет метод естественного права с системой абсолютизма, но это соединение не могло быть прочным, вследствие внутреннего противоречия метода с содержанием). Английская школа стояла ближе к практическим событиям времени, к той политической борьбе, в которой крепла английская политическая свобода. Вследствие этого английские учения получили гораздо более радикальный характер.
Известные практические тенденции не были чужды и немецким писателям: рационалистический метод и индивидуалистические стремления естественного права явились и в Германии освободительными и прогрессивными элементами в борьбе с остатками средневекового гнёта над мыслью и совестью. Однако, эти стремления не имели здесь той резкой определённости, как в Англии и впоследствии во Франции. Наряду с индивидуалистическими утверждениями, мы встречаем в них иногда то остатки средневековых католических взглядов (напр., у Лейбница), то систему нравственного деспотизма (напр., у Вольфа). Принцип осуществления в жизни нравственного закона получает здесь преобладание над идеалом политической свободы. Другая отличительная черта немецкого естественного права заключается в большем значении чисто теоретического элемента — стремления к систематизации данного материала. У последователей Вольфа это теоретическое стремление совершенно вытесняет определённые практические тенденции. Естественное право вырождается в систему рационалистического обоснования и построения права положительного. В учебники естественного права переносятся римские положения, которые объявляются вечными и необходимыми требованиями разума. Так создалась та система плоского и поверхностного догматизма, которая одинаково грешила и против истории, и против философии, и против юриспруденции, и которая ещё в XVIII в. вызвала вполне законную реакцию со стороны представителей исторического направления.
Однако, и в пределах естественно-правовой школы со времени Канта совершается поворот к более плодотворному и живому направлению. Кант находился в этом отношении под влиянием Руссо, который должен быть признан самым крупным представителем естественного права в XVIII ст. Руссо придал естественно-правовому направлению тот характер законченного радикализма, с которым оно выступает в эпоху революции.
Логически развивая требования индивидуализма, он с большей последовательностью, чем это делалось ранее, защищает идею неотчуждаемого народного суверенитета. Он требует, чтобы и в государстве каждый человек повиновался только своей собственной воле, и сохранял свою свободу. Единственным средством для этого он считает участие всех граждан в общих решениях и установление неотчуждаемого контроля со стороны народа над действиями власти. Такова центральная идея «Contrat social», который, благодаря своему захватывающему энтузиазму, явился могущественной силой во время революционной борьбы за свободу.
Кант воспринял идеи Руссо, но сочетал их с основами собственной философии и придал им новый характер. Прирождённые права, о которых говорили Руссо и его предшественники, имели своим высшим критерием индивидуальную свободу, являвшуюся вместе с тем и высшей целью государственного союза: но где искать границы и цели самой свободы — это оставалось недостаточно определённым. Свобода может проявляться одинаково в самоограничении, как и в самоутверждении. Гоббс имел известные основания к тому, чтобы выводить безусловное подчинение лица государству из свободного соглашения частных воль — но таким образом подрывалась сама основа естественного права, как начала, стоящего над произволом власти. Поэтому истинные представители естественного права всегда стремились найти начала, которые могли бы определить правильное употребление свободы, согласное с её собственным существом, и внести в понятие естественного права известный объективный элемент. Этот элемент можно найти уже у Гроция, который считал естественное право предопределённым вечными законами разума. Из английских мыслителей в особенности у Локка замечается стремление определить неизменные и согласные со свободой начала государственной жизни. Кант представляет в этом отношении тот интерес, что объективное направление сочетается у него с резко выраженным индивидуализмом. Признавая, вместе с Руссо, теорию прирождённой свободы и неотчуждаемого суверенитета, Кант выводит её из требований разума, в законах которого он находит объективные устои для естественного права. Первобытный договор понимается им не как действительное соглашение воль, свободных в своих решениях, а как некоторая объективная и неизменная идея, определяющая собой правомерное государственное устройство. Само понятие всеобщей воли народа заменяется у Канта иногда понятием априорной всеобщей воли — die Idee eines a priori vereinigten (nothwendig zu vereinigenden) Willens Aller, — то есть сводится к некоторому отвлечённому представлению разума. Эта точка зрения не проводится Кантом последовательно; но он полагает начало той замене «естественного права» «правом разума» (Vernunfirecht), которая характеризует собой более решительный переход от субъективного направления естественного права к объективному. Несомненно, что и право разума могло пониматься различно; но важно было то, что в законах разума была найдена некоторая объективная основа для права, возвышающаяся над произволом частных стремлений, и закреплена, таким образом, давнишняя рационалистическая тенденция естественного права.

Дальнейшее развитие этому объективному направлению дал Гегель. Объективное понимание права вытекало из всего его философского миросозерцания. Гегель превосходно выразил ту потребность, которая вызывает естественно-правовые построения. 
Законы права устанавливаются людьми; внутренний голос человека может или соглашаться с ними, или вступать в противоречие. Человек не останавливается на существующем, но заявляет свои притязания на оценку права; он может подчиняться силе внешнего авторитета, но совершенно иначе, чем необходимым законам природы. В природе высшая истина состоит в том, что закон вообще существует; законы права, напротив, имеют значение не потому, что они существуют, а потому, что они соответствуют нашему собственному критерию права.
 Здесь возможно, поэтому, противоречие между тем, что есть, и тем, что должно быть. Признавая потребность нашего сознания в оценке существующего, Гегель стремится найти опоры для этой оценки в самом существующем. Отправляясь от мысли, что законы разума суть вместе и законы развития сущего, что все истинное обладает свойством претворяться в действительное, Гегель отвергает те абстрактные и субъективные построения естественного права, которые стремятся воссоздать нравственный мир из собственного сердца и чувства. Философия есть «постижение существующего и действительного», а не построение чего-то неосуществлённого. Государство, по Гегелю — не продукт соглашения отдельных лиц, а безусловное и самоцельное единство. Свобода достигает в этом единстве своего высшего права, но, с другой стороны, в подчинении государству заключается и её высшая обязанность. Руссо был прав, — разъясняет Гегель, — указав границы государства в воле; но он понимал волю не со стороны её всеобщности и разумности, а со стороны её временного и случайного определения в сознательном соглашении отдельных лиц. Государство есть организм свободы, но этот организм есть вместе с тем осуществление вечной объективной идеи. Примиряя, таким образом, существующее с разумным и личность с государством, Гегель не устранял ни идеальных начал, ни личных требований: он утверждал только, что эти начала и требования осуществляются в истории, в постепенном процессе развития, что существующее и прошлое представляют собой необходимые ступени в переходе к будущему, что идеальные построения должны находить для себя опору в действительности. Если противники его могли находить в этих утверждениях проявление сервилизма, и если сам Гегель подавал иногда повод к подобным обвинениям своим преклонением перед прусским государственным строем, то во всяком случае сущность и смысл гегелевской системы заключались не в этом. Верный ученик Гегеля, Ганс, не без основания настаивал на том, что система его учителя воздвигнута «aus dem einen Metalle der Freiheit».
Левые гегельянцы показали вскоре, какие выводы можно было сделать из этой системы. 
Для диалектической философии нет ничего раз навсегда установленного, безусловного, святого,
 — так истолковали систему Гегеля Энгельс и Маркс. 
В то время как Гегель сообщил естественно-правовой доктрине новое направление, показав возможность сочетания её с идеей исторического развития, так называемая историческая школа юристов сделала попытку окончательно отвергнуть саму идею естественного права, то есть возможность суда над правом со стороны личного сознания. Гегель проводил различие между законами природы и законами права; Савиньи сделал попытку отвергнуть это различие. Право развивается, — утверждает он, — подобно растению, путём непроизвольного и органического процесса образования. Оно теряет свои устаревшие части и приобретает новые, как дерево теряет и приобретает свои листья. Понятно, что при подобном взгляде критика положительного права является совершенно излишней; но собственный пример Савиньи показывает, насколько трудно было остаться верным этому взгляду. Развивая свои мысли, он должен был допустить возможность намеренного, следовательно, личного вмешательства в образование права.
Продолжатель исторической школы, Иеринг, решительно возвратился к гегельянской точке зрения. Теория непроизвольного самораскрытия народного духа заменяется у него учением о сложном процессе правообразования, которое сопровождается приложением личных усилий, столкновением интересов и борьбой страстей. Не безусловное уважение к существующему, а критика прошлого и поиск лучших устоев — таков основной практический вывод Иеринга, все более и более приобретающий право гражданства в науке. Историческая точка зрения совершенно основательно отвергла прежние учения о происхождении права из случая и произвола; но центр естественно-правовой доктрины заключался вовсе не в её взгляде на происхождение права, а в вопросе о возможности нравственного суда над правом. Понимание естественного права как некоторой критической инстанции, оценивающей существующее и подготавливающей будущее, привело к концу XIX века к его реабилитации. Все чаще и чаще тогдашней либеральной литературе слышались голоса в пользу старой доктрины. Типичным представителем этого поворота к естественному праву являлся Рудольф Штаммлер.
К началу XX века в правоведческой литературе твердо считалось, что уже не может быть и речи ни о произвольном возникновении права, ни о неизменности естественно-правовых норм, ни об их практическом первенстве или равенстве с нормами положительного права. Естественное право само создаётся из закономерного процесса истории, развивается вместе с этим процессом и во всяком случае представляет собой не настоящее право, а только идеальное построение будущего и критическую оценку существующего права. Историческая точка зрения устраняет возможность сплошной критики всего бывшего и существующего, предлагая рассматривать все совершающееся с точки зрения закономерности. Но, утверждая закономерность исторического процесса, эта точка зрения не может не различать, в каждый данный исторический момент, старого и нового, отживающего и нарождающегося. Понятие смены эпох и течений, дающей торжество новому над старым, свежему над отжившим, служит основанием к этому различию, а вместе с тем и к критической оценке существующего. Идеальные построения будущего слагаются из нарождающихся элементов существующего, и потому сами по себе они неспособны создать ничего безусловно нового; но они как нельзя более пригодны для того, чтобы сообщить новым течениям ту определённость и силу, которая служит залогом торжества. Естественное право, понятое таким образом, представляет собой постоянно развивающееся идеальное сознание о праве, возникающее из жизненных потребностей и содействующее их дальнейшему росту. Оно является той атмосферой, в которой вырабатывается действительное право. Пока сознание не претворилось в форму закона или обычая, оно представляет собой не более как нравственное требование; но и в этом качестве оно действует на существующее право, смягчая его резкости и односторонности. Нравственность находится в постоянном взаимодействии с правом; естественное право, как идеальная оценка действующих форм, есть не что иное, как частное проявление этого взаимодействия. В своей реабилитации старой идеи естественного права как общего для всех людей, правовая философия конца XIX века опиралась на сравнительно-исторический метод, который, по мнению тогдашних авторов, научно доказывал наличие таких общих правовых элементов у всех народов.
Данной концепции придерживался и русский политический деятель, правовед С. А. Муромцев. Осознав недостатки господствовавшей долгое время концепции естественного права как некой данности, он провёл исследование того, как менялось восприятие и содержание естественного права на протяжении процесса развития человечества. Он заключил, что понимание совокупности определённых норм права как статических явлений, существующих неизменно и объективно, обесценивают саму тенденцию правотворчества и права к развитию, а также умаляют ценность норм «исторического» права как изменчивого перед естественным. Исследуя римское право, в котором уже можно найти корни доктрины естественного права, Муромцев обнаружил, что великие римские юристы, осуществляя правотворчество по принципу «от частного к общему», создали действительно одну из совершенных правовых систем. Однако по завершении своей работы они должны были найти общее основание у всего массива данных результатов интеллектуального труда. Именно поэтому возникла идея о неком «естественном наставлении», которым, зачастую, по мнению Муромцева, замещались мотивы конкретного законодателя.